# دلي قوروقتشي (سهند أباد)
دلي قوروقتشي (بالفارسية: دلی‌قوروقچی) هي مستوطنة تقع في إيران في قسم سهند أباد الريفي. يقدر عدد سكانها بـ 116 نسمة .